# Abdelkrim Mohammed Derkaoui
 (décembre 2013).
Pour les articles homonymes, voir Derkaoui.
Abdelkrim Mohamed Derkaoui, est un directeur de la photographie, réalisateur et producteur marocain né le 29 mars 1945 à Oujda au Maroc.

## Biographie
Formé à l’École nationale de cinéma de Łódź, en Pologne, il obtient son baccalauréat en Lettres Modernes durant l'année 1965. Il est le frère du réalisateur Mustapha Derkaoui et l'oncle du directeur photo Kamal Derkaoui.
À son retour au Maroc, il devient l'un des directeurs de la photographie marocaine les plus renommés de la profession. En 1974, il fonde avec l'aide de son frère Mustapha Derkaoui la société de production "Basma Production", qui est à l’origine de la production de nombreux courts et longs métrages.
Concernant son métier de photographe de cinéma, il a travaillé au début de la même année, sur une quinzaine de longs métrages de fiction, plusieurs courts métrages, documentaires, de fiction, certains téléfilms, télé-feuilletons et des émissions culturelles.
Exclusivement liée à sa carrière audiovisuelle, de nombreux films-clés de Derkaoui ont vu le jour. C'est notamment le cas du Jour du forain, tourné en 1982, au Les Griffes du passé, sorti en 2015, en passant par Rue du Caire, en 1998 et Les Enfants terribles de Casablanca, en 2010.
À travers l'univers cinématographique de Derkaoui, ses films sont tissés de correspondances, échos ou thématiques communes dénotant une justesse et une force révélatrice ainsi que l'ouverture d'un regard poétique.

## Distinctions

### Récompenses
- 1981/1982 : Participation en tant que directeur photo du film « Poupées de Roseaux » — (1981. LM de Jilali FERHATI, Grand prix à la 3ème Mostra de Valence en 1982)
- 1982 : Prix de la meilleure image du long-métrage au 1er Festival National du Film à Rabat
- 1984 : Prix de la meilleure image au 2e Festival national du film à Casablanca
- 1991 : Prix Meilleure image du long-métrage au 3e Festival national du film à Meknès
  - Prix d’interprétation masculine décerné à M. Aïd Maouhoub au 3e Festival national du film à Meknès

## Filmographie
- 2015 : Les Griffes du passé[4]

### Directeur photo
- 1974 : De quelques événements sans signification…
- 1976 : Les Cendres du clos de Lâarbi Belakaf, Saâd Chraïbi, Mohamed Abdelkrim Derkaoui, Mostafa Derkaoui, Nour Eddine Gounajjar, Abdelkader Lagtaâ, Mohamed Reggab
- 1979 : Deux moins un (Grand prix à la 3e Mostra de Valence en 1982)
- 1981 : Les Beaux jours de Shehérazade (prix de la meilleure image du long-métrage au 1er Festival  National du Film à Rabat en (1982)
- 1981 : Annoûra ou Le jour du forain
- 1982 : Des pas dans le brouillard
- 1982 : Le Jour du forain
- 1983 : Cauchemar (prix de la meilleure image au 2e Festival national du film à Casablanca en 1984)
- 1983 : Titre provisoire (prix de l’image au 2e  Festival national du film à Casablanca en 1984)
- 1984 : Les Immigrés
- 1989 : Fiction  première
  - Un amour à Casablanca (prix Meilleure image du long-métrage au 3e Festival national du film à Meknès en 1991)
  - Le marteau et l’enclume (prix d’interprétation  masculine décerné à M. Aïd Maouhoub au 3e Festival national du film à Meknès en 1991.
- 1990 :
  - La fête des autres
  - Chronique d’une vie normale
- 1992 : Le Silence dans La Guerre du Golfe... et après ? Borhane Alaouié, Nejia Ben Mabrouk, Nouri Bouzid, Mostafa Derkaoui, Elia Suleiman
- 1993 : Le Doux murmure du vent après l'orage
- 1994 : Les Sept portes de la nuit
- 1994 : Je (u) au passé [réf. incomplète]
- 1995 : La Grande Allégorie
- 1998 : Rue le caire
- 2001 : Les Amours de Haj Mokhtar Soldi
- 2003 : Casablanca by Night
- 2004 : Casa Day Light
- 2008 : Itto titrit[5]

### Téléfilm
- 2010 : Les Enfants terribles de Casablanca[6]